# 黃偉傑 (鮮浪潮)
黃偉傑（英語：Vicky Wong Wai Kit，1979年10月29日—），香港電影導演及編劇，為2000年代鮮浪潮導演之一。他在2017年與許學文和歐文傑憑電影《樹大招風》奪得第36屆香港電影金像獎「最佳導演」獎。

## 背景

### 早年生活
黃偉傑早年在荃灣象山邨秀山樓長大，胞弟黃偉民是原型師、道具製作人，曾任黃偉傑的美術指導兼電影道具師。黃偉傑就讀於邨內的慈恩幼稚園、荃灣信義學校及中華基督教會全完中學（1997年中五）。在校時一度無心向學，高中以後發奮學習。基於對新聞工作感興趣，他在1998年入讀香港樹仁學院新聞與傳播學系，並在2002年完成4年制課程。期間在大學三年級於香港有線電視新聞任暑期實習記者，曾負責港聞組、財經組與外電組新聞編輯，畢業後留在有線新聞財經組當兼職記者，為《樓盤傳真》及《華爾街速遞》等節目蒐集資料。不過由於發覺記者工作不適合自己，他於是另覓出路。當時，他回到樹仁學院進修，遇上昔日的老師容若愚。對方便聘用他為天主教香港教區的教區視聽中心職員，從事影視製作。既提供機會讓他學習製作技術，又替他找到助學金，以應付負笈英國深造電影學的需要。

### 參與電影製作
及至2005年，黃偉傑在一位澳門神父資助費用下，善用獎學金赴倫敦電影學院修讀電影製作文憑。學有所成返港後繼續於教區視聽中心任職，在容氏指導下執導短片《變臉》。該部作品除了成為新加坡 The Substation 第8屆亞洲電影論壇 S-Express: Chinese 2參展、第22屆德國斯圖加特 Filmwinter 延伸媒體節以及第54屆奥伯豪森國際短片節作品之外，亦獲得第13屆ifva比賽公開組特別表揚獎和2010年日本第31屆JVC東京錄影作品節優秀作品賞，更被法國影片發行商Canal+買下1年發行版權，放在瑞士、法國、毛里裘斯、非洲、摩納哥的電視電影頻道播放。
後來，黃偉傑拍攝的短片《快門》則獲得「鮮浪潮2010」公開組最佳攝影獎、2011年第13屆ifva比賽公開組特別表揚獎、2011年巴基斯坦第5屆LUMS電影節 ｢最佳劇情片（國際）｣、2012年印度孟買國際電影節劇情片銀獎。還入選第11屆首爾國際新媒體節（Seoul International New Media Festival）「國際競賽部份」環節、2011第6屆香港亞洲電影節、2012年第14屆烏甸尼遠東電影節和2012年法國巴黎電影節。因著《快門》贏得鮮浪潮最佳攝影獎，他被杜琪峰賞識，於2011年3月加入銀河映像，可夥拍另外2位新晉導演執導以「三大賊王聯手合作」為主題的電影。結果前後花了5年時間製作《樹大招風》。
2016年，黃偉傑與許學文和歐文傑憑電影《樹大招風》獲提名第53屆金馬獎「最佳新導演」獎及第23屆香港電影評論學會大獎「最佳導演」。2017年3人共同獲得第36屆香港電影金像獎「最佳導演」獎，而黃偉傑同年應港台電視邀請拍攝《我家在香港III》。2018年再為香港電台電視部執導劇集《火速救兵IV》，且憑此劇奪得2018香港電視大獎「導演獎（迷你劇、單元劇、特別劇、網絡劇）」。現時，他以自由身發展事業，不時活躍於電影圈或為公私營機構拍攝宣傳片段和在香港樹仁大學任兼職講師（2020年9月起）。此前曾於教區視聽中心當兼職員工。
2020年，黃偉傑為英皇娛樂（香港）有限公司投資的大型網劇《女法醫JD》，擔任總導演一職。2021年為杜琪峯監製的《三命》擔任導演。

## 個人生活
黃偉傑已婚，婚後育有2名兒子。

## 執導作品
電影
- 2016年　樹大招風

電視
- 2014年　性本善2014（單元《性愛分家》、香港電台）[3]
- 2017年　我家在香港III（單元《天有多高》、香港電台）[28]
- 2018年　火速救兵IV（第1-2集〈火伴（上）〉、〈火伴（下）〉、香港電台）
- 2022年　女法醫JD （騰訊視頻、愛奇藝、英皇娛樂）
- 2025年　打天下2 （ViuTV）
- 2025年　三命（ViuTV）

短片
- 2005年　WISH
- 2006年　告別
- 2007年　變臉
- 2010年　快門
- 2017年　消失中的吉祥物（港台電視31《凝視香港30秒微電影比賽》作品）

## 其他幕後作品
導演
- 2021年　三命（ViuTV）

## 電影演出
- 2015年　十年　飾　新聞報道員（聲演）

## 節目嘉賓
- 2011年　藝術漫遊（12月3日、有線電視）[29]
- 2012年　獨立短片新創格（8月、香港電台）
- 2019年　職場制勝（5月10日、第123集「電影系列─導演」、無綫電視）
- 2019年　導亦有道（第31集、澳門廣播電視）[30]
- 2020年　香港故事 - 追尋人生（〈白兵〉、港台電視）[27]

## 外部連結
- 黃偉傑的Facebook專頁
- 黃偉傑YouTube頻道 （页面存档备份，存于）
- ENTRETIEN AVEC LAI YAN-CHI ET VICKY WONG – RÉALISATEURS DE LA FRESH WAVE (PARIS CINÉMA)，2012年7月8日，EastAsia （页面存档备份，存于）